# Tordino
Der Tordino ist ein Fluss in Italien mit 59 km Länge in der Provinz Teramo der Region Abruzzen.

## Geographie
Der Fluss Tordino entspringt zwischen den Monte Gorzano (2455 m) und Monte Pelone (2230 m) im Gebirgsgebiet der Monti della Laga in der Höhe von 1996 m. Der Fluss fließt durch das Territorium des Nationalpark Gran Sasso, einer der Nationalparks der Abruzzen. Er fließt weiter in östlicher Richtung, bevor er ins adriatische Meer fließt. Der Tordino hat einen durchschnittlichen Wasserdurchfluss von ca. 6 m³/s.